# 煨麵
煨麵是淮揚菜的一種麵食，其製法是將麵條以高湯煮製，使麵條充份吸收湯汁。煨麵煮好後，通常佐以不同配料，例如雞肉（稱為嫩雞煨麵）。